# اسکوئر انیکس
اسکوئر انیکس (به ژاپنی: 株式会社スクウェア・エニックス・ホールディングス) (به انگلیسی: Sukuwea Enikkusu Hōrudingusu) یک شرکت تولید و توزیع‌کننده بازی ژاپنی است. این شرکت بازی‌های گوناگونی همانند فاینال فانتزی را ایجاد نموده‌است. این شرکت از ادغام دو شرکت اسکور و انیکس ایجاد شد.
یکی از مشهورترین بازی‌های این شرکت، بازی رایانه‌ای مهاجم مقبره می‌باشد.